# محمد عاقل
محمد عاقل ملقب به روشن رقم از خوشنویسان هندوستان قرن یازدهم هجری در دربار اورنگ‌زیب عالمگیر بوده‌است.